# فرانك تساندر
فرانك تساندر (بالألمانية: Frank Zander)‏ (و. 1942 – م) هو ممثل، ومقدم برامج، ومغني، من ألمانيا، ولد في برلين.

## جوائز
حصل على جوائز منها:
- نيشان الاستحقاق لبرلين
- صليب وسام الاستحقاق من جمهورية ألمانيا الاتحادية.

## وصلات خارجية
- فرانك تساندر على موقع IMDb (الإنجليزية)
- فرانك تساندر على موقع مونزينجر (الألمانية)
- فرانك تساندر على موقع ألو سيني (الفرنسية)
- فرانك تساندر على موقع ميوزك برينز (الإنجليزية)
- فرانك تساندر على موقع أول ميوزيك (الإنجليزية)
- فرانك تساندر على موقع ديسكوغز (الإنجليزية)
- فرانك تساندر على موقع ديسكوغز (الإنجليزية)
- فرانك تساندر على موقع ديسكوغز (الإنجليزية)
- فرانك تساندر على موقع ديسكوغز (الإنجليزية)
- فرانك تساندر على موقع ديسكوغز (الإنجليزية)
- فرانك تساندر على موقع ديسكوغز (الإنجليزية)